# Airwaves (Lied)
Airwaves ist ein Lied des deutschen Rappers Pashanim. Es wurde am 14. Mai 2020 als Musikvideo veröffentlicht und stellt den kommerziellen Durchbruch des zunächst eher im Underground aktiven Rappers dar.

## Titel

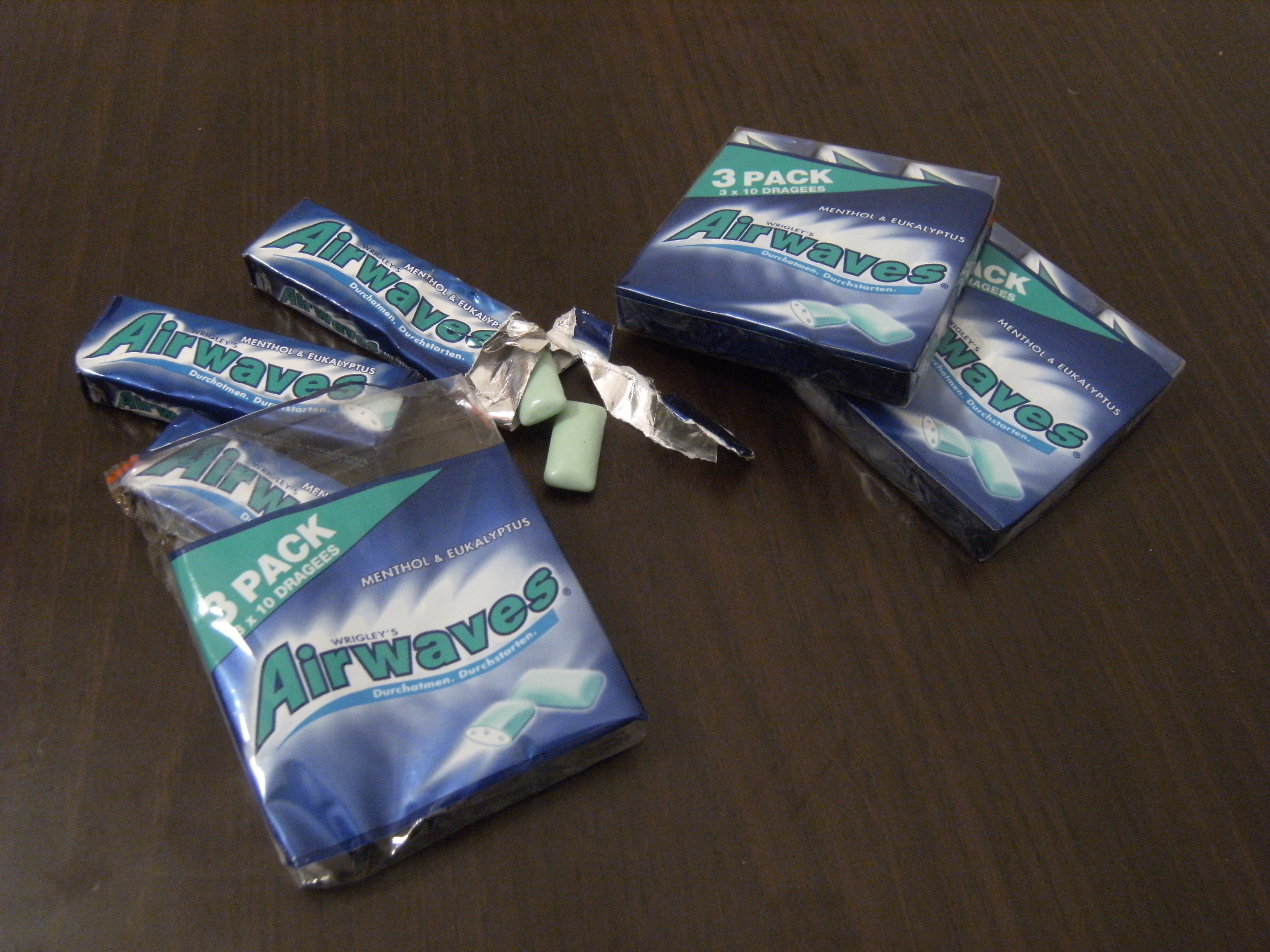
Wrigleys Airwaves

Der Titel des Lieds bezieht sich auf den gleichnamigen Kaugummi von der Wrigley Company. Das Logo der Kaugummi-Marke ist auch auf dem Cover zu sehen. Pashanim beschreibt in einem Interview, wie es zu diesem Titel gekommen ist: Kurz vor der Studio-Session war der Text fertig, aber es fehlte noch eine Hookline, als er eine Packung des Kaugummis in seiner Hosentasche fand.

## Inhalt

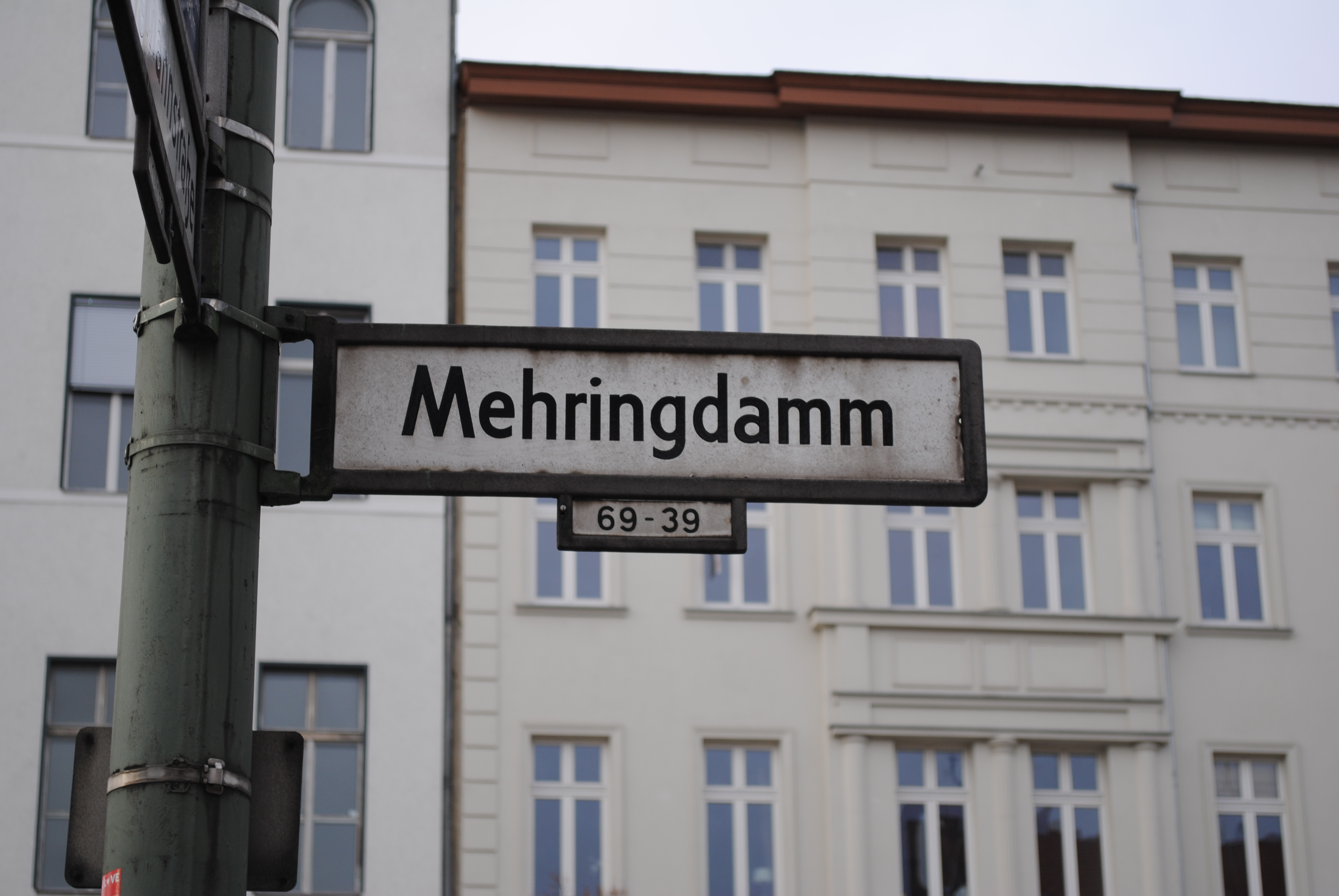
Der Mehringdamm in Berlin, im Hintergrund ist die von Pashanim erwähnte Jugendstilbebauung zu sehen

Das Lied Airwaves handelt von den kleinen Freuden des Alltags. Dazu gehören Motorroller, Markenkleidung unter anderem von Prada und Lacoste, Sneaker von Nike, Wassertattoos, langes Ausschlafen und Kaugummis. Der Text ist im Stile des Namedropping verfasst. Es werden diverse Orte in Berlin erwähnt, unter anderem die Möckernstraße und insbesondere der Mehringdamm mit seiner charakteristischen Bebauung.
Der Beat ist von DJ Stickle, einem renommierten Beatmaker, der schon lange in der Deutschrap-Szene tätig ist und unter anderem das Album Staatsfeind Nr. 1 von Bushido produziert hat. Der Beat ist schnell und von der Geschwindigkeit her ähnlich zum Dance-Genre und zum House. Eine Synthese aus Deutsch-Rap und Tanzmusik war bisher nur bei wenigen Rappern, zum Beispiel bei Scotch BVT oder Joker Bra zu beobachten.

## Musikvideo
Das Musikvideo zeigt Pashanim und seine Crew in Berlin-Kreuzberg. Im Mittelpunkt stehen neben den Crewmitgliedern ein Motorroller des Typs Air Tech 50cm3 des asiatischen Herstellers Adly sowie diverse Fußballtrikots, unter anderem ein über den Lenker des Rollers gespanntes Trikot von Zinédine Zidane. Das Videokonzept ist an den französischen Rapper MHD angelehnt. Die Regie des Musikvideos führte Pashanim selber, an der Kamera waren Felix Aaron und Ibra Wane aktiv. Die Postproduktion führte Pashanim gemeinsam mit Felix Aaron durch. Es wurde innerhalb von drei Wochen etwa 3,5 Millionen Mal und innerhalb von 4 Monaten 12 Millionen Mal auf YouTube abgerufen.

## Rezeption

### Preise
Bei den Hiphop.de Awards 2020 erhielt Airwaves den Preis in der Kategorie „Bester Song national“ und setzte sich dabei gegen Flasche Luft (BHZ) und Emotions 2.0 (Ufo361 feat. Céline) durch.

### Rezensionen
Airwaves wurde von Kritikern überwiegend positiv aufgenommen. Dasding beschreibt Airwaves als „Kandidaten für den großen Deutschrap-Sommerhit des Jahres“. Der WDR bezeichnet die Sprache von Pashanim als "bildreich und eigen".

## Kommerzieller Erfolg

### Chartplatzierungen
Airwaves war zur Erscheinungszeit der bislang größte kommerzielle Erfolg von Pashanim und stieg auf Platz zwei der deutschen Singlecharts ein. Auch in Österreich und der Schweiz konnte sich das Lied in den Charts platzieren.
| ChartsChartplatzierungen | Höchstplatzierung | Wochen |
| ------------------------ | ----------------- | ------ |
| Deutschland (GfK)        | 2 (32 Wo.)        | 32     |
| Österreich (Ö3)          | 6 (28 Wo.)        | 28     |
| Schweiz (IFPI)           | 13 (22 Wo.)       | 22     |

| ChartsJahrescharts (2020) | Platzierung |
| ------------------------- | ----------- |
| Deutschland (GfK)         | 12          |
| Österreich (Ö3)           | 28          |
| Schweiz (IFPI)            | 57          |

### Auszeichnungen für Musikverkäufe
Airwaves verkaufte sich laut Schallplattenauszeichnungen knapp eine Million Mal, wofür es im deutschsprachigen Raum einmal Gold sowie vier Platin-Schallplatten verliehen bekam.
| Land/Region        | Auszeichnungen für Musikverkäufe (Land/Region, Auszeichnung, Verkäufe) | Verkäufe |
| ------------------ | ---------------------------------------------------------------------- | -------- |
| Deutschland (BVMI) | 3× Gold                                                                | 900.000  |
| Österreich (IFPI)  | 3× Platin                                                              | 90.000   |
| Insgesamt          | 1× Gold · 4× Platin ·                                                  | 990.000  |